# Copenhagen Fashion Week
Copenhagen Fashion Week er en modeuge, der afholdes to gange årligt i København. Modeugen består dels af Copenhagen Fashion Weeks officielle showkalender, dels af messen CIFF i Bella Center.
Den første modemesse blev afholdt i 1968 arrangeret af Bella Center, herefter kom andre messer til. I dag finder arrangementet sted i januar/februar og august, og er Nordeuropas største mode-event. I løbet af Copenhagen Fashion Week er der op mod 40 modeshows, events, receptioner, showrooms og begivenheder.
Copenhagen Fashion Week arrangeres af fonden Copenhagen Fashion Week. Blandt de modehuse, der har markeret sig på Copenhagen Fashion Week er fx By Malene Birger, Baum und Pferdgarten, Henrik Vibskov og Day Birger et Mikkelsen.
Fra 2023 begyndte Copenhagen Fashion Week at stille krav til deltagende modebrands om bæredygtighed, men tiltaget blev af forskere og andre eksperter kritiseret for at være greenwashing og misvisende markedsføring.